# Gordejki (stacja kolejowa)
Gordejki – zlikwidowana w 1945 roku stacja kolejowa w Gordejkach Małych na linii kolejowej Olecko – Kruklanki, w powiecie oleckim, w województwie warmińsko-mazurskim, w Polsce.